# Frieder Gröger
Frieder Gröger (ur. 15 czerwca 1934, zm. 6 grudnia 2018) – niemiecki mykolog.

## Życiorys
Przez 15 lat pracował jako nauczyciel, później porzucił pracę w szkole i zarabiał częściowo na życie jako okręgowy ekspert od grzybów. Poza tym zajmował się zbieraniem grzybów, rozmnażaniem roślin ozdobnych oraz sprzedażą kwiatów i cebulek.

## Praca naukowa
Jest autorem dzieła Mykologische Mitteilungsblatt Halle, które zostało rozprowadzone wśród rzeczoznawców grzybów w Niemczech Wschodnich. Poza tym był aktywnym redaktorem czasopisma Boletus. Do ukończenia 65 roku życia dokonywał w nim korekt i przerabiał rękopisy. W tym czasie był członkiem Naturschutzbund Deutschland (NABU). Od tego czasu skoncentrował się na opracowywaniu klucza do oznaczania grzybów. Początkowo miał to być dodatek do czasopisma mykologicznego, później opracował go jako książkę pt. Bestimmungsschlüssel für Blätterpilze und Röhrlinge in Europa (Klucz do oznaczania borowikowców i pieczarkowców Europy).
W naukowych nazwach utworzonych przez niego taksonów dodawane jest jego nazwisko Gröger.